# العلاقات الليبيرية المالاوية
العلاقات الليبيرية المالاوية هي العلاقات الثنائية التي تجمع بين ليبيريا ومالاوي.

## مقارنة بين البلدين
هذه مقارنة عامة ومرجعية للدولتين:
| وجه المقارنة                                              | ليبيريا      | مالاوي                     |
| --------------------------------------------------------- | ------------ | -------------------------- |
| المساحة (كم2)                                             | 111.37 ألف   | 118.48 ألف                 |
| عدد السكان (نسمة)                                         | 4.73 مليون   | 18.62 مليون                |
| الكثافة السكانية (ن./كم²)                                 | 42.47        | 157.16                     |
| العاصمة                                                   | مونروفيا     | ليلونغوي، زومبا            |
| اللغة الرسمية                                             | لغة إنجليزية | لغة إنجليزية، لغة الشيشيوا |
| العملة                                                    | دولار ليبيري | كواشا ملاوية               |
| الناتج المحلي الإجمالي (بليون دولار)                      | 2.16 مليار   | 6.30 مليار                 |
| الناتج المحلي الإجمالي (تعادل القوة الشرائية) بليون دولار | 3.76 مليار   | 22.43 مليار                |
| الناتج المحلي الإجمالي الاسمي للفرد دولار أمريكي          | 455          | 338                        |
| الناتج المحلي الإجمالي للفرد دولار أمريكي                 | 842          | 1.20 ألف                   |
| مؤشر التنمية البشرية                                      | 0.430        | 0.445                      |
| رمز المكالمات الدولي                                      | +231         | +265                       |
| رمز الإنترنت                                              | .lr          | .mw                        |
| المنطقة الزمنية                                           | 00           | ت ع م+02:00                |

## منظمات دولية مشتركة
يشترك البلدان في عضوية مجموعة من المنظمات الدولية، منها:
| علم المنظمة | اسم المنظمة                                 | تاريخ انضمام ليبيريا | تاريخ انضمام مالاوي |
| ----------- | ------------------------------------------- | -------------------- | ------------------- |
|             | مؤسسة التنمية الدولية                       | 28 مارس 1962         | 19 يوليو 1965       |
|             | البنك الإفريقي للتنمية                      | ?                    | ?                   |
|             | مؤسسة التمويل الدولية                       | 28 مارس 1962         | 19 يوليو 1965       |
|             | منظمة حظر الأسلحة الكيميائية                | ?                    | ?                   |
|             | الأمم المتحدة                               | 2 نوفمبر 1945        | 1 ديسمبر 1964       |
|             | الاتحاد الدولي للاتصالات                    | 10 أكتوبر 1927       | 19 فبراير 1965      |
|             | منظمة الشرطة الجنائية الدولية               | ?                    | ?                   |
|             | البنك الدولي للإنشاء والتعمير               | 28 مارس 1962         | 19 يوليو 1965       |
|             | الاتحاد البريدي العالمي                     | ?                    | ?                   |
|             | المركز الدولي لتسوية المنازعات الاستشارية   | 16 يوليو 1970        | 14 أكتوبر 1966      |
|             | وكالة ضمان الاستثمار متعدد الأطراف          | 12 أبريل 2007        | 12 أبريل 1988       |
|             | مجموعة دول أفريقيا والكاريبي والمحيط الهادئ | ?                    | ?                   |
|             | الاتحاد الأفريقي                            | ?                    | ?                   |
|             | يونسكو                                      | 6 مارس 1947          | 27 أكتوبر 1964      |

## وصلات خارجية
- موقع وزارة الخارجية الليبيرية